# فراندبینس
فراندبینس (به اسپانیایی: Frandovínez) یک شهرستان در اسپانیا است.